# ジョセフ・オベール
ジョセフ・ジャン・フェリックス・オベール（Joseph-Jean-Félix Aubert、1849年8月20日 - 1924年5月23日）は、フランスの画家。

## 略歴
ナント生まれ。1872年に数学者・ジャン・クロード・ブーケの娘と結婚。1873年、パリのエコール・デ・ボザールに入学し、アレクサンドル・カバネルに学んだ。
宗教画とステンドグラスのデザインを専門としていた。パリのノートルダム・デ・シャン教会(Église Notre-Dame-des-Champs)やブザンソンのノートルダム教会(Église Notre-Dame de Besançon)の壁画を描いた。

## ギャラリー

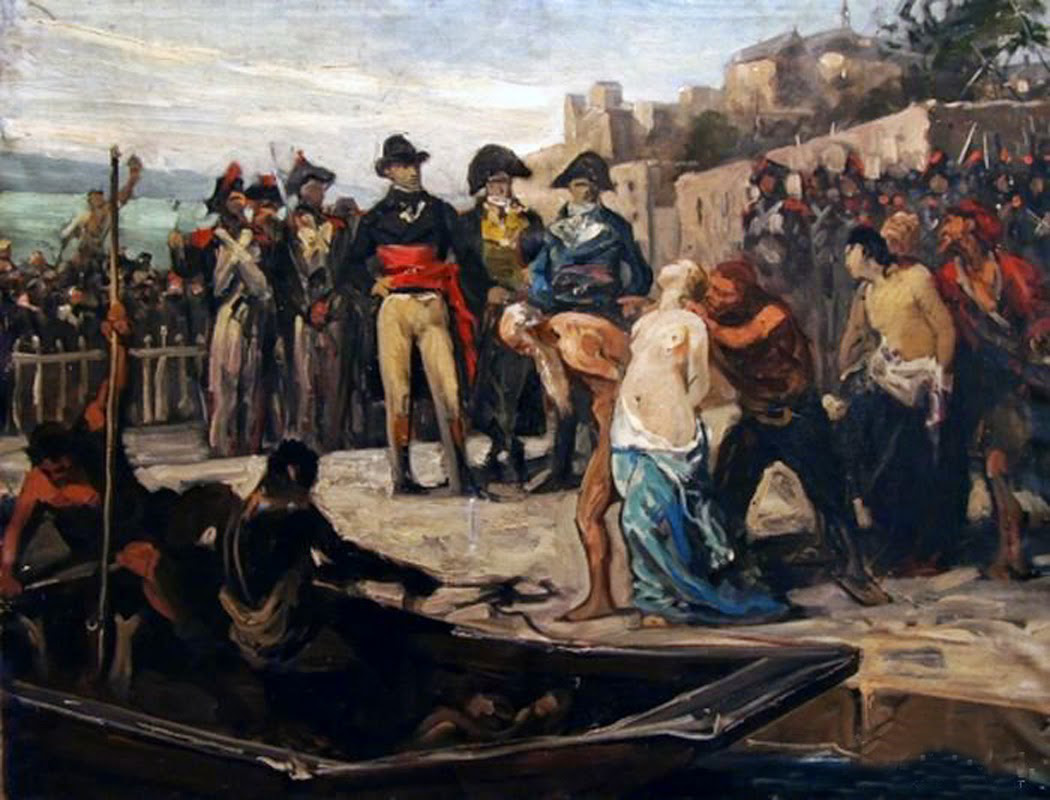
1793年のナントの処刑（「共和国の結婚」による処刑の準備）(1782)
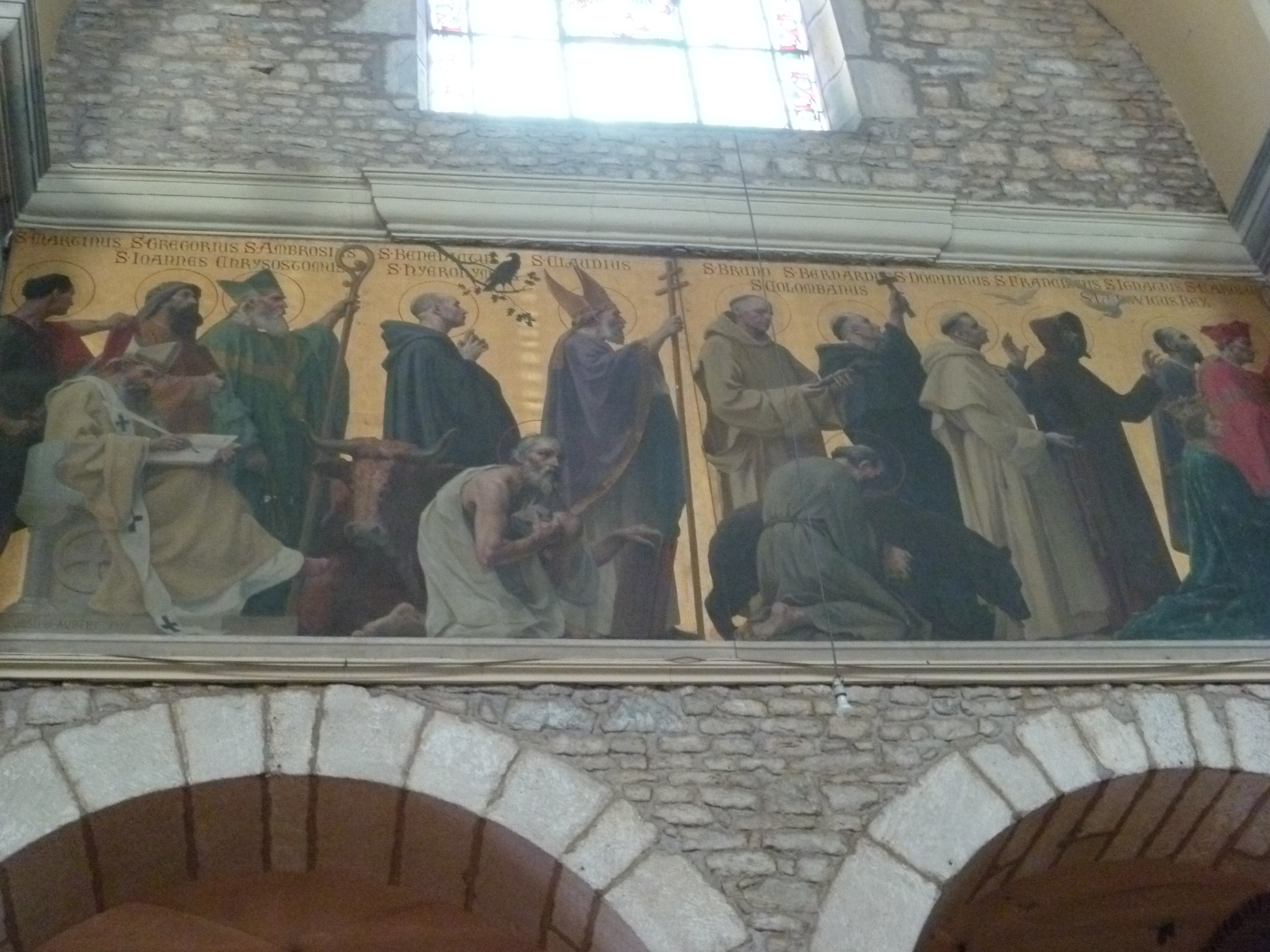
ブザンソンのノートルダム教会の壁画